# Красноармейский Городок
Красноарме́йский Городо́к — хутор в Славянском районе Краснодарского края.
Входит в состав Кировского сельского поселения.

## Население
| 2002 | 2010 |
| ---- | ---- |
| 555  | ↗557 |

## Улицы
| - ул. Зелёная, - ул. Красноармейская, | - ул. Набережная, - ул. Садовая. |

## Инфраструктура
На хуторе действуют клуб, филиал библиотеки, фельдшерско-акушерский пункт.